# Darío Rojas
Rubén Darío Sebastián Rojas Dielma (Buenos Aires, 20 de janeiro de 1960) é um ex-futebolista boliviano, nascido na Argentina. Jogava como goleiro.
Atuou durante a maior parte de sua carreira no Oriente Petrolero. Atuou também por Real Santa Cruz, Bolívar (duas passagens, da mesma forma que no Petrolero), San José e Unión Central até pendurar as chuteiras em 2003, defendendo as cores do Guabirá.
Participou da Copa de 1994, como reserva de Carlos Trucco.